# International Weightlifting Federation
Die International Weightlifting Federation (IWF) ist der Weltverband der Gewichtheber. Die IWF wurde 1905 gegründet, hat ihren Hauptsitz in Lausanne und 193 Mitgliedsnationen.

## Geschichte
Der Verband wurde am 10. Juni 1905 in Duisburg als „Amateur-Athleten-Weltunion“ für die Sportarten Gewichtheben und Ringen gegründet. 1912 wurde der Verband in „Internationaler Weltverband für Schwerathletik“, 1913 in „Internationaler Amateur-Weltverband für Schwerathletik“ unbenannt. Die Wiedergründung nach dem Ersten Weltkrieg erfolgt im August 1920 unter dem Titel „Fédération Internationale Haltérophile“ (FIH). Ringen hatte ab diesen Zeitpunkt einen eigenen Verband. Nach mehreren Namensänderungen trägt er seit dem 6. September 1972 den heutigen Namen.

## Korruption und Doping
Anfang Januar 2020 deckte die ARD-Dopingredaktion in ihrer Dokumentation Geheimsache Doping – Der Herr der Heber systemisches Doping im Gewichtheben, einen Ablasshandel im Weltverband sowie die Veruntreuung von Geldern in Millionenhöhe über viele Jahre hinweg auf; im Zentrum der Vorwürfe steht IWF-Präsident Tamás Aján. In einer Stellungnahme bestritt die IWF die Vorwürfe.
Als Konsequenz wurde Aján vom Exekutivkomitee der IWF für 90 Tage suspendiert und die US-amerikanische Funktionärin Ursula Papandrea als IWF-Interimspräsidentin eingesetzt. Trotzdem versuchte Aján das Amt weiter auszuüben und weigerte sich, die IWF-Zentrale in Ungarn zu verlassen oder Zugriff auf Unterlagen zu gewähren. Als Papandrea einen Antrag im IWF-Exekutivkomitee auf den endgültigen Ausschluss stellte, trat der 81-Jährige nach über 20 Jahren im Amt im April 2020 zurück. Trotz aller Vorwürfe wurde Aján in Verhandlungen zwischen ihm, Papandrea und Generalsekretär Mohammed Jaloud (Irak) zum „Ehrenbotschafter“ ernannt und soll eine finanzielle Abfindung erhalten. Im weiteren Verlauf des Jahres kam es zu Machtkämpfen, so dass es in kurzer Zeit drei Interimspräsidenten gab.
Eine Untersuchungskommission unter dem Vorsitz von Richard McLaren untersuchte die Vorwürfe. Der Anfang Juni 2020 veröffentlichte Abschlussbericht von Richard McLaren bestätigte alle wesentlichen in der ARD-Dokumentation bekannt gewordenen Vorwürfe gegen Aján und zeichnete ein verheerendes Bild vom IWF unter Ajáns Führung. Aján habe die IWF wie eine „Autokratie“ mit „eiserner Hand“, hinsichtlich der Finanzen liege ein „Wirrwarr unvollständiger und ungenauer Zahlen“ vor, durch das es „absolut unmöglich“ sei zu bestimmen, was „für rechtmäßige Ausgaben“ verwendet worden sei. Zudem wurden neue Missstände wie Wahlfälschung bei Ajáns Wahl 2013 und 2017 sowie vertuschte Doping-Befunde von WM-Medaillengewinnern bekannt.

## Wettbewerbe
Die IWF organisiert die Ausrichtung folgender Wettbewerbe:
- Weltmeisterschaften der Frauen und Männer;
- Weltmeisterschaften der Junioren;
- Universitätsweltmeisterschaften;
- Gewichtheben bei den Olympischen Spielen.

## Kontinentale Verbände
Die IWF ist in fünf kontinentale Verbände aufgeteilt:
| Name                                            | Hauptsitz                 | Verbände |
| ----------------------------------------------- | ------------------------- | -------- |
| Weightlifting Federation of Africa (WFA)        | Tripolis, Libyen          | 34       |
| Asian Weightlifting Federation (AWF)            | Doha, Katar               | 45       |
| European Weightlifting Federation (EWF)         | Zürich, Schweiz           | 49       |
| Oceania Weightlifting Federation (OWF)          | Nouméa, Neukaledonien     | 22       |
| Pan American Weightlifting Confederation (PAWC) | Belo Horizonte, Brasilien | 37       |

## Präsidenten
| Nr | Zeitraum  | Name                          | Land                      |
| -- | --------- | ----------------------------- | ------------------------- |
| 1  | 1905–1912 | Kommission ohne Präsident     | Kommission ohne Präsident |
| 2  | 1912–1920 | Péter Tatics                  | Ungarn                    |
| 3  | 1920–1923 | Jules Rosset                  | Frankreich                |
| 4  | 1923–1924 | Willem J. M. Linden           | Niederlande               |
| 5  | 1924–1937 | Jules Rosset                  | Frankreich                |
| 6  | 1937–1941 | Willem J. M. Linden           | Niederlande               |
| 7  | 1941–1946 | Vakant                        | Vakant                    |
| 8  | 1946–1952 | Jules Rosset                  | Frankreich                |
| 9  | 1952      | Dietrich Wortmann             | Vereinigte Staaten        |
| 10 | 1952–1960 | Bruno Nyberg                  | Finnland                  |
| 11 | 1960–1972 | Clarence H. Johnson           | Vereinigte Staaten        |
| 12 | 1972–2000 | Gottfried Schödl              | Österreich                |
| 13 | 2000–2020 | Tamás Aján                    | Ungarn                    |
| 14 | 2020      | Ursula Papandrea (interim)    | Vereinigte Staaten        |
| 15 | 2020      | Intarat Yodbangtoey (interim) | Thailand                  |
| 16 | 2020–2022 | Michael Irani (interim)       | Vereinigtes Königreich    |
| 17 | 2022–     | Mohammed Jalood               | Irak                      |